# فرانتس مايرز
فرانتس جوزيف هاينريش غيورغ مايرز (بالألمانية: Franz Josef Heinrich Georg Meyers) (31 تموز 1908 - 27 كانون الثاني 2002) كان سياسيًا ألمانيًا من حزب الاتحاد الديمقراطي المسيحي (CDU) ورئيس الوزراء الرابع لولاية الراين شمالي الراين - وستفاليا في الفترة ما بين 21 تموز 1958 و 8 كانون الأول 1966. وقد ولد ومات في مونشنغلادباخ.

## روابط خارجية
- فرانتس مايرز على موقع مونزينجر (الألمانية)